# موريسن كروسرودس
موريسن كروسرودس (بالإنجليزية: Morrison Crossroads)‏ هي مدينة أمريكية تقع في ولاية ألاباما.ويبلغ عدد سكانها 219 نسمة حسب إحصاء سنة 2010 م.